# Tokary (Poméranie)
Pour les articles homonymes, voir Tokary.
Tokary est une localité polonaise de la gmina rurale de Przodkowo située dans le  powiat de Kartuzy en voïvodie de Poméranie. Elle se trouve à environ 8 km au nord-est de Kartuzy et 23 km à l'ouest de la capitale régionale Gdańsk.

## Géographie

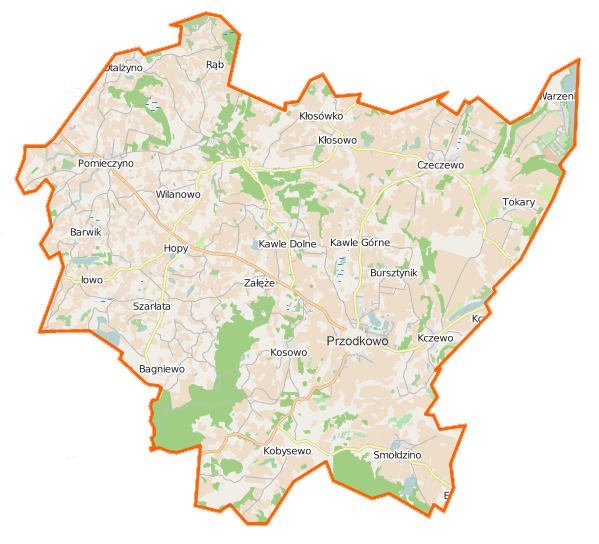
Carte de la gmina de Przodkowo.

## Histoire
De 1818 à 1920, Tockar fait partie de l'arrondissement de Karthaus dans le district de Dantzig dans la province de Prusse-Occidentale.